# BRIT Awards/Rising Star
Der BRIT Award for Rising Star (bis 2019 Critics’ Choice Award) wird im Rahmen des BRIT Awards von der British Phonographic Industry (BPI) vergeben. Der Award richtet sich an neue Künstler. Die Gewinner und Nominierten werden von einem Komitee bestehend aus über eintausend Mitgliedern gewählt. Das Wahlkomitee besteht aus verschiedenen Mitarbeitern von Plattenfirmen und Musikzeitschriften, Manager und Agenten, Angehörigen der Medien sowie vergangene Gewinner und Nominierte.
Der Award wurde bei den BRIT Awards 2008 erstmals vergeben.

## Übersicht
| Jahr | Bild | Gewinner                 | Nominierte                          |
| ---- | ---- | ------------------------ | ----------------------------------- |
| 2008 |      | Adele                    | - Duffy - Foals                     |
| 2009 |      | Florence and the Machine | - Little Boots - White Lies         |
| 2010 |      | Ellie Goulding           | - Delphic - Marina and the Diamonds |
| 2011 |      | Jessie J                 | - James Blake - The Vaccines        |
| 2012 |      | Emeli Sandé              | - Michael Kiwanuka - Maverick Sabre |
| 2013 |      | Tom Odell                | - AlunaGeorge - Laura Mvula         |
| 2014 |      | Sam Smith                | - Ella Eyre - Chlöe Howl            |
| 2015 |      | James Bay                | - George the Poet - Years & Years   |
| 2016 |      | Jack Garratt             | - Izzy Bizu - Frances               |
| 2017 |      | Rag'n'Bone Man           | - Anne-Marie - Dua Lipa             |
| 2018 |      | Jorja Smith              | - Stefflon Don - Mabel              |
| 2019 |      | Sam Fender               | - Lewis Capaldi - Mahalia           |
| 2020 |      | Celeste                  | - Beabadoobee - Joy Crookes         |
| 2021 |      | Griff                    | - Pa Salieu - Rina Sawayama         |
| 2022 |      | Holly Humberstone        | - Bree Runway - Lola Young          |
| 2023 |      | Flo                      | - Cat Burns - Nia Archives          |
| 2024 |      | The Last Dinner Party    | - Caity Baser - Sekou               |
| 2025 |      | Myles Smith              | - Elmiene - Good Neighbours         |